# Maglia Borealis
La maglia Borealis è una delle 15 maglie definite dal reticolato cartografico adottato dall'Unione Astronomica Internazionale per Mercurio. Comprende la porzione circumpolare della superficie di Mercurio posta oltre il 65º parallelo di latitudine nord ed è identificata con il codice H-1.
Borealis Planitia è la struttura geologica presente al suo interno scelta come eponimo per la maglia stessa. Questa denominazione è stata adottata nel 1976 dopo che la missione Mariner 10 rese disponibili le prime immagini della superficie di Mercurio. Prima di allora si chiamava maglia Borea dal nome dell'omonima albedo che era stata storicamente definita per la regione artica di Mercurio. Prima della standardizzazione del nome, nelle prime mappe prodotte con le immagini della Mariner 10, venne anche chiamata maglia Goethe dal nome del cratere Goethe.
Durante i tre sorvoli ravvicinati di Mercurio circa metà della regione era oltre il terminatore e le traittorie di volo non erano molto favorevoli per l'inquadramento di questa zona di Mercurio, per cui si disponeva solo di una cartografia parziale. Dopo la missione MESSENGER si poté completare la mappa e migliorare il dettaglio della parte già nota.
La regione è dominata dalla vasta area pianeggiante nota come Borealis Planitia; i crateri principali sono Aristoxenus, Goethe, Purcell e Van Dijck.

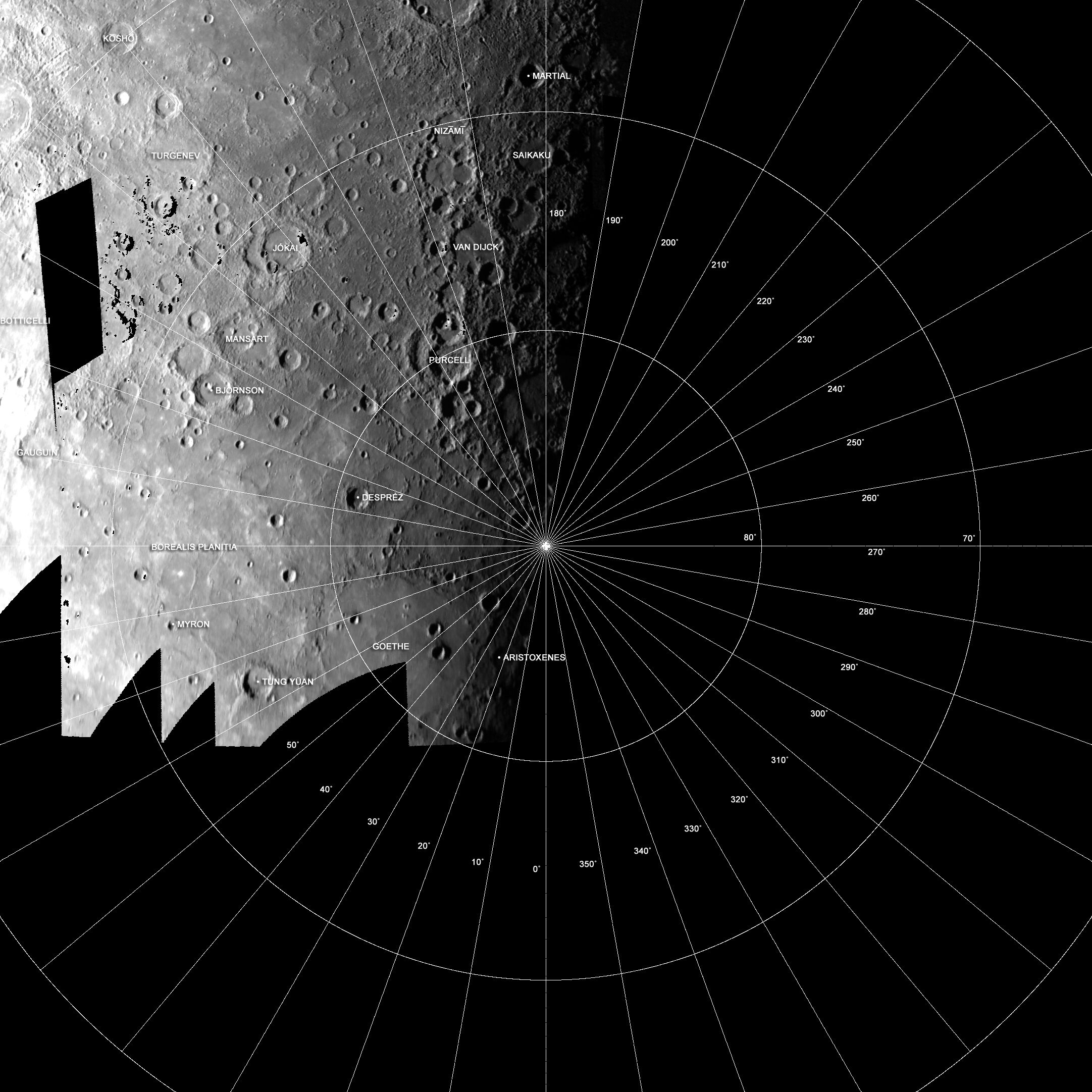
La maglia Borealis in un collage di immagini riprese dalle fotocamere del Mariner 10.